# Tom Foley
Pour les articles homonymes, voir Foley.
Thomas Michael Foley (né le 9 septembre 1959 à Colombus, Géorgie, États-Unis) est un joueur d'avant-champ au baseball qui a joué dans les Ligues majeures de 1983 à 1995.
Depuis la saison 2002, il est instructeur au troisième but pour les Rays de Tampa Bay.

## Carrière de joueur
Tom Foley a joué à l'arrêt-court et au deuxième but pour quatre équipes durant sa carrière de treize saisons dans les majeures. Il a porté les couleurs des Reds de Cincinnati, des Phillies de Philadelphie, des Expos de Montréal et des Pirates de Pittsburgh.
Le 1er mai 1989 à Montréal, Tom Foley a été utilisé comme lanceur dans un match, fait extrêmement rare pour un joueur évoluant à une autre position. Foley, qui avait amorcé le match au deuxième but, est venu lancer un tiers de manche en 9e dans une défaite de 19-6 des Expos face aux Reds de Cincinnati. Après avoir accordé un circuit au premier frappeur qu'il a affronté, Jeff Reed, il a retiré Ron Oester sur un roulant pour mettre fin à la demi-manche.

## Carrière d'entraîneur
Foley est engagé en 1996 par les Devil Rays de Tampa Bay et fait partie des premières personnes employées par la franchise qui débute en Ligue américaine en 1998. En 1996, il est manager des Butte Copper Kings, alors un club-école des Devil Rays au niveau recrues et il est nommé gérant de l'année dans la Pioneer League. Il dirige aussi en 2001 les Saguaros de Maryvale dans la Ligue d'automne d'Arizona.
Foley est nommé instructeur des Devil Rays de Tampa Bay le 25 octobre 2001 et entre en poste le printemps suivant comme instructeur au troisième but. Foley est au début de la saison 2012 l'instructeur de troisième but présentement en poste depuis le plus longtemps dans les Ligues majeures après José Oquendo (12e saison pour Saint-Louis) et l'instructeur ayant été en fonctions le plus longtemps dans l'histoire des Rays. Il fait partie du personnel d'instructeurs qui seconde le pilote des Rays Joe Maddon au match des étoiles 2009 avec l'équipe de la Ligue américaine.